# Bowers & Wilkins
Bowers & Wilkins (of B&W) is een Britse koptelefoon en luidsprekerfabrikant die in 1966 werd opgericht door John Bowers in Worthing, West Sussex.
Het bedrijf is onderdeel van B&W Group Ltd. waar ook audiofabrikanten Rotel en Classé onder vallen. Tussen 1988 en 1996 had B&W een eigen platenlabel.

## Innovatie
Door de jaren heen heeft Bowers & Wilkins veel innovatie op speakergebied voortgebracht. Hieronder een lijst met nootwaardige innovaties in de hifi-wereld door bowers & willkins.
Dit overzicht is mogelijk incompleet; u kunt helpen door het uit te breiden.
- Het gepatenteerde gebruik van Kevlar-vezels, geïmpregneerd met een verstevigende hars, wat resulteerde in B&W's kenmerkende gele luidsprekerconussen, begon in 1974. Dit composietmateriaal bleek gecontroleerde stijfheid en interne demping te bieden, waardoor vervorming werd geminimaliseerd, zoals bepaald door Fryer door gebruik te maken van laserinterferometrie op luidsprekerconussen.

- Fase-lineaire transmissie werd gerealiseerd in de DM6 vanaf 1976. In de DM6 zijn de luidsprekers gemonteerd in verschillende verticale vlakken.

- In 1977 introduceerde de DM7 een aparte tweeter van het hoofdluidsprekerkabinet. Dit is een kenmerk geworden van veel B&W-luidsprekerontwerpen sindsdien.

- Ingenieur Laurence Dickie bedacht de 'Matrix'-behuizing die kastgeluidskleuring vermindert. Deze verstevigings-topologie lijkt op een wijnkist en biedt meerdere dunne paneelverstevigingen, verspreid door de behuizing, waardoor de stijfheid wordt verbeterd. Dit was als reactie op de Celestion SL6000-luidspreker die was gemaakt met Aerolam-kastwanden. Dickie's reactie was om hetzelfde concept te gebruiken, maar dan in de hele behuizing in plaats van alleen de wanden. Matrix wordt sindsdien met groot succes door B&W gebruikt.

- De 'Nautilus'-luidspreker was het resultaat van onderzoek dat Bowers begon naar 'perfecte dipoles'. Voordat Bowers overleed, gaf hij dit onderzoek over aan de jonge Dickie, die het principe van de exponentieel taps toelopende buis ontdekte. Het Nautilus-project was een van de meest uitgebreide onderzoeks- en ontwikkelingsprojecten ooit ondernomen. In plaats van open-backed drivers maakt het gebruik van drivers geladen door omgekeerde taps toelopende hoorns, of exponentieel afnemende buizen, om de achterwaartse straling op te nemen. De constructie is gebaseerd op behuizingen van met vezels versterkte kunststof. Het resultaat van de specifieke luidsprekervorm was een bijna perfecte respons en een bijna afwezige behuizingskleuring.

- De 'Flowport' is een verbetering die de wrijving vermindert in de lucht die door de basreflexopening beweegt. Dit wordt gerealiseerd door het oppervlak van de opening te bedekken met deukjes, net als een golfbal.

- De diamanten tweeter is ontwikkeld om de optimale verhouding tussen de massa van de tweeterkoepel en de stijfheid van het materiaal te creëren. De tweeter wordt in vorm gegroeid door chemische dampafzetting.